# Марія Єгипетська
Марія Єгипетська (344, Єгипет — бл. 421, Зайорданська пустеля, Палестина) — велика свята, вельми шанована у православ'ї. Відома як визначна пустельниця та аскетка, пам'ять котрої східна церква святкує під час Великого посту.

## Життєпис
Жила в Єгипті. У 12-річному віці пішла з дому до Александрії, де віддалася нестримній розпусті. Мету життя вона вбачала у потопленні пристрастей, а сила хіті була настільки великою, що вона навіть не брала грошей за розпусту, віддаючи перевагу життю у злиднях і заробляючи на прожиття пряжею. Так пройшло 17 років. Якось вона вирішила вирушити до Єрусалиму з сонмом прочан, але не для того аби вклонитися святиням, а щоб уловити більше душ у свої сіті. Під час свята Воздвиження Хреста Господнього цікавість потягла її до храму, проте незнана сила не дозволила їй переступити поріг церкви. Настрашена, вона звернулася з молитвою до Пресвятої Богородиці, вимолила її допомогу і пішла до Йорданської пустелі — молитися про відпущення своїх гріхів. Сімнадцять років вона замолювала свої неподобства, спокушувалася спогадами, спокусами в думках та нападами злих духів. Три хлібини, що чудесно живили її усі ці роки, закінчилися, одяг зітлів, але сила Божа не залишила грішницю, котра розкаялася. Повне усамітнення, молитва, піст, сльози, терпіння негараздів і бід перетворили її у праведницю. Сорок вісім років жила вона в пустелі і померла близько 421 року. 
«Стояння Марії Єгипетськїй», коли в храмах читається Великий покаянний канон Андрія Критського і житіє преподобної Марії, буває в четвер, напередодні 5-ої неділі Великого посту.
Селяни говорили: «Марії Єгипетської — запалюються сніги, заграють байраки», і цим вказували на живильну дію весняного тепла. Ще про день святої Марії Єгипетської зазначали: «Марії — порожній борщ», даючи цим знати, що до того часу закінчувався річний запас капусти у селянина.
Пам'ять преподобної Марії святкується 14/1 квітня та у 5-й тиждень Великого посту.